# بيرة بيرلو
بيرة بيرلو (بالإنجليزية: Pireh Pirlu)‏ هي منطقة سكنية تقع في أردبيل في إيران.